# Le Montat
Le Montat é uma comuna francesa na região administrativa de Occitânia, no departamento de Lot. Estende-se por uma área de 22,54 km². Em 2010 a comuna tinha 1 171 habitantes (densidade: 52 hab./km²).